# Тур Хайнаня 2024
15-й выпуск  Тура Хайнаня — шоссейной многодневной велогонки, проходящей по дорогам китайской провинции Хайнань. Гонка прошла с 27 по 31 августа 2024 года в рамках Азиатского тура UCI 2024. Победителем стал новозеландский велогонщик Аарон Гейт.

## Участники
| UCI WorldTeam- Astana Qazaqstan Team UCI ProTeams (5)- Burgos-BH - Corratec-Vini Fantini - Equipo Kern Pharma - VF Group-Bardiani CSF-Faizané - Team Novo Nordisk UCI Continental Teams (14)- Saint Michel-Mavic-Auber 93 - Team Medellín - Malaysia Pro Cycling - Parkhotel Valkenburg - Ferei Quick-Panda Podium Mongolia Team - Roojai Insurance - St George Continental Cycling Team - Tarteletto-Isorex - Terengganu Cycling Team - Bodywrap Men's Cycling Team - China Glory - Mentech Continental Cycling Team - Hengxiang Cycling Team - Li Ning Star - Hainan Wuzhishan Cycling Team |
| |

## Маршрут
| Этап | Дата   | Маршрут            | type      | Длина (км) | Победитель   | Лидер генеральной классификации |
| ---- | ------ | ------------------ | --------- | ---------- | ------------ | ------------------------------- |
| 1    | 27 авг | Цюнхай – Цюнхай    | равнинный | 95,6       | Якуб Марецко | Якуб Марецко                    |
| 2    | 28 авг | Цюнхай – Lingshui  | холмистый | 178,9      | Мартин Лаас  | Мартин Лаас                     |
| 3    | 29 авг | Lingshui           | холмистый | 181,3      | Аарон Гейт   | Аарон Гейт                      |
| 4    | 30 авг | – Changjiang       | холмистый | 151,3      | Аарон Гейт   | Аарон Гейт                      |
| 5    | 31 авг | Changjiang – Санья | холмистый | 203,4      | Иван Смирнов | Аарон Гейт                      |

## Ход гонки
В финишном спринте первого этапа победу одержал Якуба Марецко, где итальянский спринтер, который часто участвовал в гонках на азиатских трассах, значительно опередил испанца Мигеля Анхеля Фернандеса (Equipo Kern Pharma) и эстонца Мартина Лааса (Ferei Quick-Panda Podium Mongolia). Гонщик команды Corratec-Vini Fantini в возрасте 30 лет получил свой 66-й букет в карьере, 33-й на китайской земле (в том числе 8 на Туре Хайнаня).
2-й этап также закончился спринтом, где Мартин Лаас одержал победу. 30-летний эстонец, выступающий за монгольскую команду Ferei Quick-Panda Podium Mongolia Team, показал себя самым быстрым в финальном спринте. Он, который в прошлом выступал под флагом BORA-hansgrohe или Astana Qazaqstan, добился своей первой победы на профессиональном уровне с 2021 года.
Третий этап ознаменовался набором высоты, в частности, предстояло преодолеть два подъема 1-й категории, в том числе подъем в Атулинге (6,6 км при 6,1 %), расположенный всего в пятнадцати километрах от финиша. В этот день победа досталась новозеландцу Аарону Гейту, финишировавшему в одиночестве.
После своей победы накануне новозеландский гонщик Burgos-BH поднял руки в 10-й раз в этом сезоне на четвертом этапе, одержав четвёртую профессиональную победу.
На пятом и последнем этапе, проходивший между Чанцзяном и Саньей, после 203,4 километра победу одержал россиянин Иван Смирнов. Одержав победу во второй раз менее чем за две недели на трассе UCI — он выиграл этап Тура Румынии 17 августа — гонщик Astana Qazaqstan Team одержал победу в спринте, опередив бельгийца Тимоти Дюпона (Tarteletto-Isorex) и итальянца Маттиа Пинацци (VF Group-Бардиани КСФ-Файзане).

## Лидеры классификаций
| Этап |           | Победитель _ | Генеральная классификация _ |
| ---- | --------- | ------------ | --------------------------- |
| 1    | равнинный | Якуб Марецко | Якуб Марецко                |
| 5    | холмистый | Иван Смирнов | Аарон Гейт                  |
| 4    | холмистый | Аарон Гейт   | Аарон Гейт                  |
| 3    | холмистый | Аарон Гейт   | Аарон Гейт                  |
| 2    | холмистый | Мартин Лаас  | Мартин Лаас                 |
| Итог | Итог      |              | Аарон Гейт                  |

## Итоговое положение
| \| Генеральная классификация \| Генеральная классификация \| Генеральная классификация \| Генеральная классификация \| Генеральная классификация \| \| Гонщик \| Гонщик \| Команда \| Время \| \| \| ------------------------- \| ------------------------- \| ----------------------------- \| ------------------------- \| ------------------------- \| \| 1-й \| Аарон Гейт \| Burgos-BH \| 18ч 33' 57 \| \| \| 2-й \| Хенок Мулубрхан \| Astana Qazaqstan Team \| + 30 \| \| \| 3-й \| Филиппо Магли \| VF Group-Bardiani CSF-Faizanè \| + 33 \| \| |                 |                               |            |
| |                 |                               |            |
| Источник: ProCyclingStats |                 |                               |            |
| Генеральная классификация |                 |                               |            |
| Гонщик | Гонщик          | Команда                       | Время      |
| 1-й | Аарон Гейт      | Burgos-BH                     | 18ч 33' 57 |
| 2-й | Хенок Мулубрхан | Astana Qazaqstan Team         | + 30       |
| 3-й | Филиппо Магли   | VF Group-Bardiani CSF-Faizanè | + 33       |

| Очковая классификация | Очковая классификация | Очковая классификация | Очковая классификация | Очковая классификация |
| Гонщик                | Гонщик                | Команда               | Очки                  |                       |
| --------------------- | --------------------- | --------------------- | --------------------- | --------------------- |
| 1-й                   | Аарон Гейт            | Burgos-BH             | 65 очков              |                       |
| 2-й                   | Тимоти Дюпон          | Tarteletto-Isorex     | 53 очков              |                       |
| 3-й                   | Иван Смирнов          | PC Baix Ebre          | 38 очков              |                       |

| Очковая классификация | Очковая классификация | Очковая классификация | Очковая классификация | Очковая классификация |
| Гонщик                | Гонщик                | Команда               | Очки                  |                       |
| --------------------- | --------------------- | --------------------- | --------------------- | --------------------- |
| 1-й                   | Аарон Гейт            | Burgos-BH             | 65 очков              |                       |
| 2-й                   | Тимоти Дюпон          | Tarteletto-Isorex     | 53 очков              |                       |
| 3-й                   | Иван Смирнов          | PC Baix Ebre          | 38 очков              |                       |

| Горная классификация | Горная классификация | Горная классификация | Горная классификация | Горная классификация |
| Гонщик               | Гонщик               | Команда              | Очки                 |                      |
| -------------------- | -------------------- | -------------------- | -------------------- | -------------------- |
| 1-й                  | Вильмар Паредес      | Team Medellín        | 27 очков             |                      |
| 2-й                  | Alex Vandenbulcke    | Tarteletto-Isorex    | 21 очков             |                      |
| 3-й                  | Jon Agirre           | Equipo Kern Pharma   | 19 очков             |                      |

| Горная классификация | Горная классификация | Горная классификация | Горная классификация | Горная классификация |
| Гонщик               | Гонщик               | Команда              | Очки                 |                      |
| -------------------- | -------------------- | -------------------- | -------------------- | -------------------- |
| 1-й                  | Вильмар Паредес      | Team Medellín        | 27 очков             |                      |
| 2-й                  | Alex Vandenbulcke    | Tarteletto-Isorex    | 21 очков             |                      |
| 3-й                  | Jon Agirre           | Equipo Kern Pharma   | 19 очков             |                      |

| Командная классификация по времени | Командная классификация по времени | Командная классификация по времени | Командная классификация по времени |
| Команда                            | Команда                            | Время                              |                                    |
| ---------------------------------- | ---------------------------------- | ---------------------------------- | ---------------------------------- |
| 1-й                                | Burgos-BH                          | 55ч 43' 36                         |                                    |
| 2-й                                | Equipo Kern Pharma                 | + 6                                |                                    |
| 3-й                                | Saint Michel-Mavic-Auber 93        | + 6                                |                                    |

| Командная классификация по времени | Командная классификация по времени | Командная классификация по времени | Командная классификация по времени |
| Команда                            | Команда                            | Время                              |                                    |
| ---------------------------------- | ---------------------------------- | ---------------------------------- | ---------------------------------- |
| 1-й                                | Burgos-BH                          | 55ч 43' 36                         |                                    |
| 2-й                                | Equipo Kern Pharma                 | + 6                                |                                    |
| 3-й                                | Saint Michel-Mavic-Auber 93        | + 6                                |                                    |